# Silbersee (Kärnten)
Der Silbersee befindet sich in Villach am Rande der Ortschaft St. Ulrich und in unmittelbarer Nähe zur Drau. Dieser Schotterteich erstreckt sich auf einer Fläche von 14,5 Hektar und hat eine maximale Tiefe von 7 Metern. Seine Oberfläche liegt 492 m ü. A.
Im südwestlichen Teil des Sees befindet sich eine mit Gras, Schilf und Bäumen bewachsene Insel. Der See besitzt weder Zu- noch Abflüsse.

## Geschichte

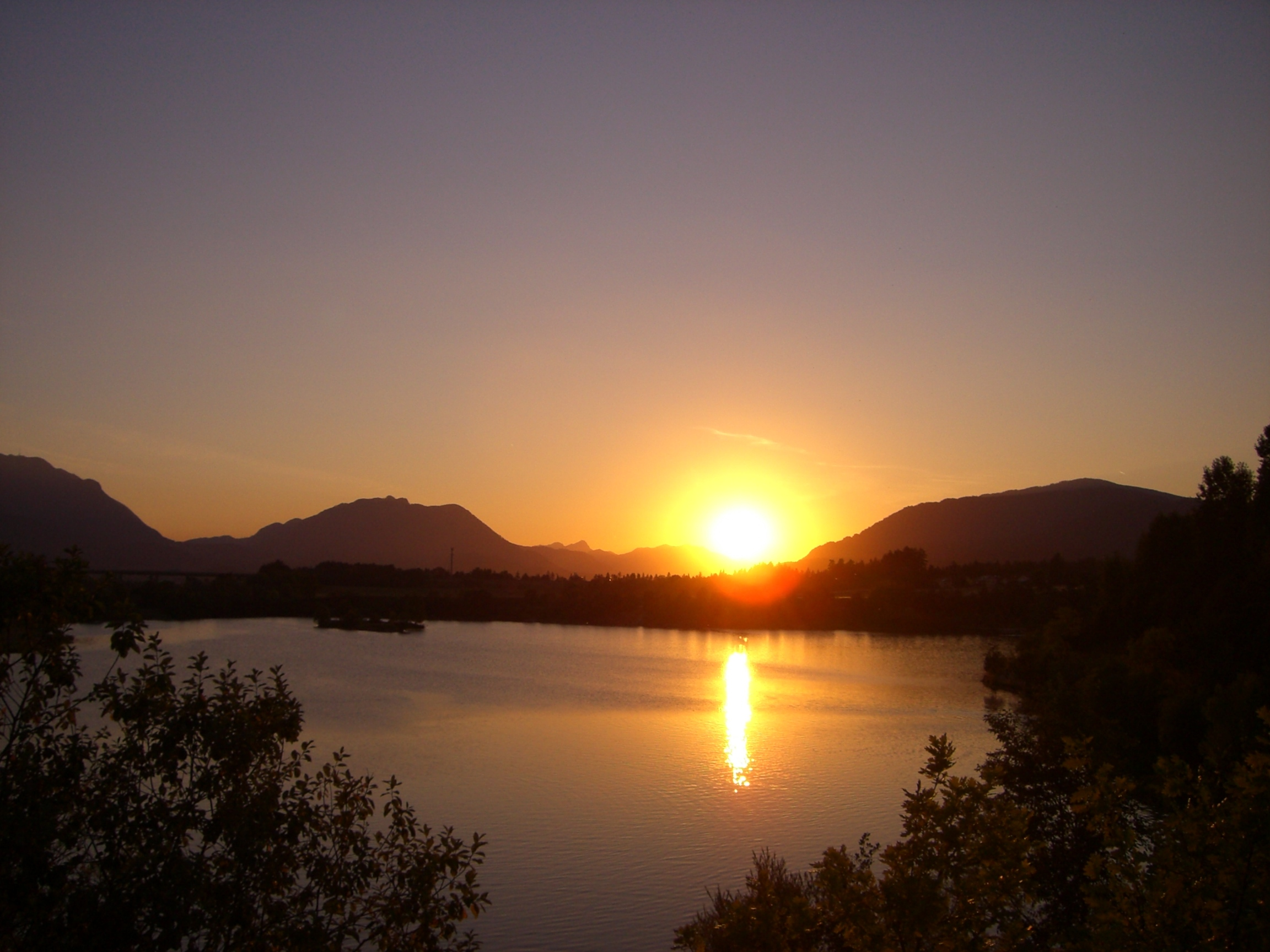
Sonnenuntergang am Silbersee

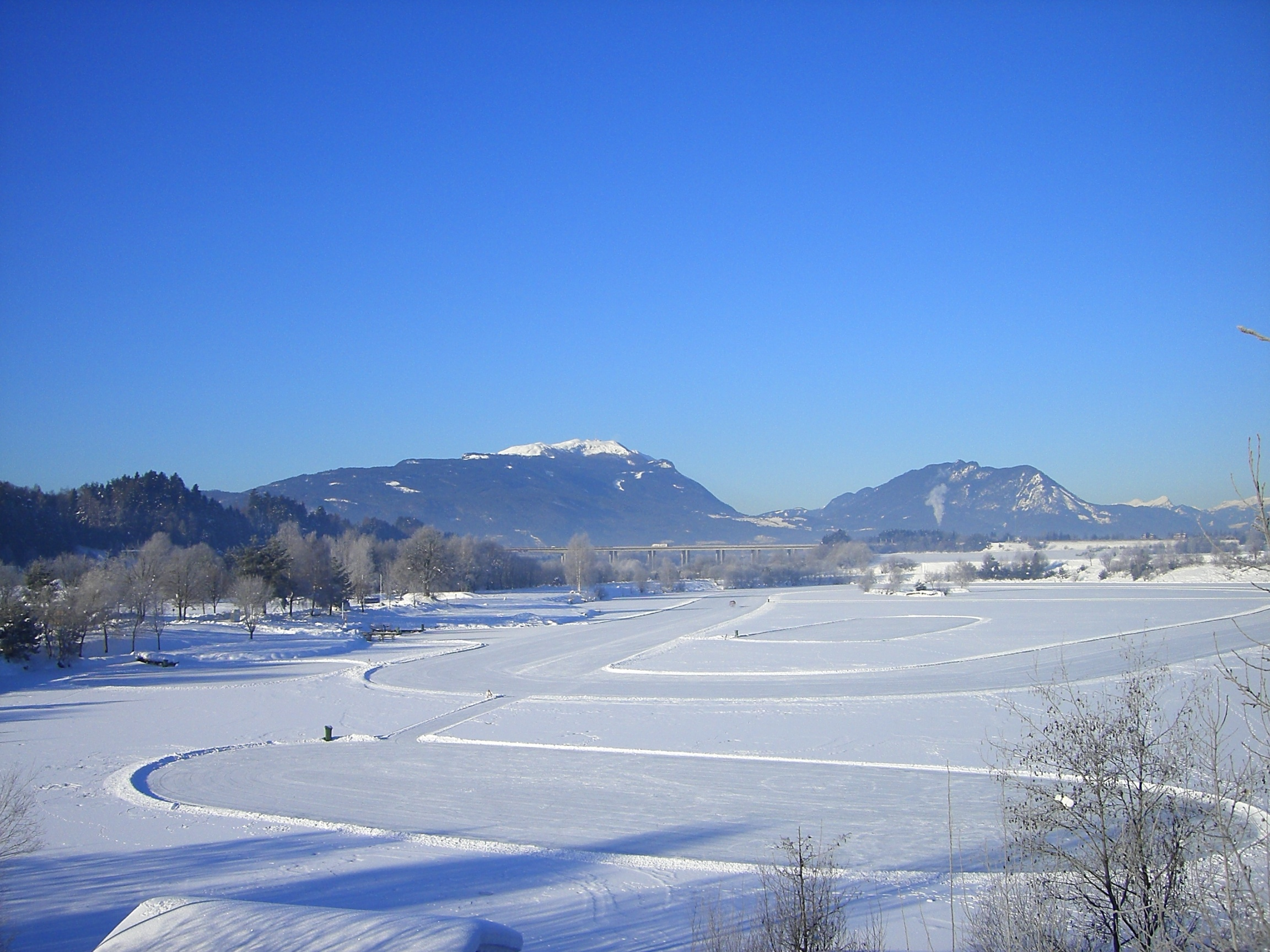
Silbersee im Winter

Der See entstand Anfang der 1970er Jahre im Zuge des Baus der Südautobahn im Bereich Villach. Der kurz darauf erfolgte Staubeginn für das Kraftwerk Rosegg hob den Grundwasserpegel um mehr als zwei Meter an. Dadurch wuchs der See beträchtlich und überflutete im Westteil bis dahin trockenliegende Bereiche. Einige Jahre später wurde er im Norden und Osten durch weiteren Schotterabbau mit Tieflöffelbaggern noch einmal vergrößert.
Nach Abschluss des Schotterabbaus erwarb die Stadt Villach den See und seine Umgebung und baute ihn zu einem frei zugänglichen Naherholungsgebiet aus.
1991 wurde am Silbersee die Wasserski-Weltmeisterschaft ausgetragen, bei deren Vorbereitungen die Insel künstlich um einige Meter verlegt wurde. Im Jahr 2000 wurde am Silbersee die „Wakeboard 2000 European pro tour“ ausgetragen.
Am 11. Mai 2006 sorgte der kleine See erneut für Schlagzeilen, als von Spaziergängern angeblich ein Kaiman gesichtet wurde, worauf hin eine mehrtägige Suchaktion der Abteilung für Natur- und Umweltschutz der Stadt Villach mit Unterstützung der zuständigen Freiwilligen Feuerwehr St. Ulrich, der Freiwilligen Feuerwehr Villach und der Reptilienexpertin Helga Happ gestartet wurde. Ein Kaiman konnte allerdings trotz ausgelegtem Fischernetz und Hubschrauberunterstützung nicht gefunden werden. Ein Betretungsverbot seitens der Stadt Villach wurde nach zwei Tagen wieder aufgehoben.

## Naherholungsgebiet
Der Silbersee ist einer der wenigen Seen in Kärnten mit ganzjährig freiem Zugang. Es kann im Sommer gratis gebadet und im Winter gratis eisgelaufen werden. Weiters stehen in der Nähe des Sees private Tennisplätze sowie vier frei zugängliche Beachvolleyballplätze zur Verfügung. Direkt am See liegt eine Anlegestelle der Drauschifffahrt und auch der Drauradweg führt daran vorbei.

## Namensherkunft
Der Name des Silbersees stammt ursprünglich nicht, wie oft fälschlicherweise angenommen, vom gleichnamigen See in Karl Mays Roman Der Schatz im Silbersee, sondern rührt aus der Frühzeit des Sees her, als das Wasser noch sehr wenige organische Schwebstoffe enthielt und die Umgebung eine reine Schotterlandschaft ohne Begrünung war. Dann konnte man bei tiefem Sonnenstand das Wasser silbrig glänzen sehen.

## Tiere im Silbersee
Im Silbersee kommen folgende 12 Fischarten vor:
- Aitel (Leuciscus cephalus)
- Barbe (Barbus barbus)
- Barsch (Perca fluviatilis)
- Gründling (Gobio gobio)
- Hecht (Esox lucius)
- Karpfen (Cyprinus carpio)
- Laube (Alburnus alburnus)
- Regenbogenforelle (Oncorhynchus mykiss)
- Rotauge (Rutilus rutilus)
- Rotfeder (Scardinius erythrophthalmus)
- Schleie (Tinca tinca)
- Wels (Silurus glanis)

Im Silbersee konnten in den letzten Jahren von Sporttauchern immer wieder Edelkrebse (Astacus astacus) beobachtet werden. Der Krebsbestand, der in den letzten Jahren stark zurückgegangen ist, geht auf ältere Besatzmaßnahmen mit Edelkrebsen aus dem Weißensee zurück.